# Sender Beli Križ
Der Sender Beli Križ (wörtlich übersetzt Weißes Kreuz) ist eine Sendeanlage der Radiotelevizija Slovenija für Hörfunk und Fernsehen auf einer Anhöhe in Piran im äußersten Südwesten Sloweniens. Als Antennenträger kommt ein 123,6 Meter hoher abgespannter Stahlfachwerkmast zum Einsatz.

## Frequenzen und Programme

### Analoger Hörfunk (UKW)
| Frequenz (MHz) | Programm          | RDS PS   | RDS PI | Regionalisierung | ERP (kW) | Antennendiagramm rund (ND)/gerichtet (D) | Polarisation horizontal (H)/vertikal (V) |
| -------------- | ----------------- | -------- | ------ | ---------------- | -------- | ---------------------------------------- | ---------------------------------------- |
| 92,0           | Slovenija 1       | __PRVI__ | 9201   | –                | 5        | ND                                       | V                                        |
| 94,1           | VAL 202           | VAL_202_ | 9202   | –                | 5        | D (30–150°)                              | V                                        |
| 96,1           | ARS               | __ARS___ | 9203   | –                | 5        | D (170–230°, 350–50°)                    | V                                        |
| 97,7           | Radio Capodistria | CAPODIST | 9411   | –                | 5        | ND                                       | V                                        |
| 99,7           | Radio Ognjišče    | OGNJISCE | 932F   | –                | 1        | ?                                        | V                                        |
| 102,0          | Radio SI          | RADIO_SI | 933A   | –                | 1        | D (30–150°)                              | V                                        |
| 104,3          | Radio Koper       | RADIO_KP | 9421   | –                | 5        | ND                                       | V                                        |

### Analoger Hörfunk (MW)
Für die Ausstrahlung der Mittelwellenfrequenzen wird eine am Mast montierte Reusenantenne verwendet.
| Frequenz (kHz) | Programm                                       | Sendeleistung (kW) | Sendediagramm rund (ND)/ gerichtet (D) | Regionalisierung |
| -------------- | ---------------------------------------------- | ------------------ | -------------------------------------- | ---------------- |
| 549            | Radio Koper (6–23 Uhr), Slovenija 1 (23–6 Uhr) | 15                 | ND                                     | –                |
| 1170           | Radio Capodistria                              | 15                 | ND                                     | –                |

### Digitales Fernsehen (DVB-T)
DVB-T wird im Gleichwellenbetrieb (SFN) mit anderen Senderstandorten ausgestrahlt:
| Kanal | Frequenz (in MHz) | Multiplex          | Programme im Multiplex | ERP (in kW) | Antennen- diagramm rund (ND) / gerichtet (D) | Polarisation horizontal (H) / vertikal (V) |
| ----- | ----------------- | ------------------ | --- | ----------- | -------------------------------------------- | ------------------------------------------ |
| 27    | 522               | MUX-A/Zahod (West) | - TV SLO 1 HD - TV SLO 2 HD - TV SLO 3 HD - TV Koper - TV Maribor                                                                                        | 5           | ND                                           | H                                          |
| 22    | 482               | MUX-C              | - TV Veseljak - Nova24TV - Fox Life - Fox Crime - Fox Movies - National Geographic - Viasat History - Pop TV - Kanal A - Brio - Kino - Oto - Obvestilo C | 5           | ND                                           | H                                          |

### Digitaler Hörfunk (DAB+)
| Block | Multiplex | Programme | ERP (in kW) | Antennendiagramm rund (ND), gerichtet (D) |
| ----- | --------- | --- | ----------- | ----------------------------------------- |
| 10D   | R1        | - Radio Slovenija 1 – Prvi - Radio Slovenija 2 – VAL202 - Radio Slovenija 3 – ARS - Radio Slovenia International - Radio Ognjišče - Radio Center - Radio 1 - Radio 1 80-a - Rock Radio - Radio Veseljak - Net FM - Radio Študent - Radio City - Radio Ekspres - Radio Aktual - Radio Salomon | 2           | V                                         |

| Block | Multiplex | Programme | ERP (in kW) | Antennendiagramm rund (ND), gerichtet (D) |
| ----- | --------- | --- | ----------- | ----------------------------------------- |
| 12B   | R2 E      | - Radio Koper - Radio Capodistria - Radio 94 - Radio Sora - Primorski val - Radio Robin - Radio Triglav - Best FM - Radio Capris - Radio Antena - Radio BOB - Radio Kranj | 5           | V                                         |

## Ehemalige Ausstrahlungen

### Analoges Fernsehen (PAL)
Bis zur Umstellung auf DVB-T im Jahr 2010 diente der Senderstandort weiterhin für analoges Fernsehen:
| Kanal | Frequenz (MHz) | Programm | ERP (kW) | Sendediagramm rund (ND)/ gerichtet (D) | Polarisation horizontal (H)/ vertikal (V) |
| ----- | -------------- | -------- | -------- | -------------------------------------- | ----------------------------------------- |
| 33    | 567,25         | TV SLO 1 | 1        | D (50°)                                | H/V                                       |
| 46    | 671,25         | TV SLO 2 | 1        | D (50°)                                | H/V                                       |
| 58    | 767,25         | TV Koper | 1        | D (50°)                                | H/V                                       |
| 62    | 799,25         | Kanal A  | 1        | D (50°)                                | H/V                                       |